# Радницкий, Карл

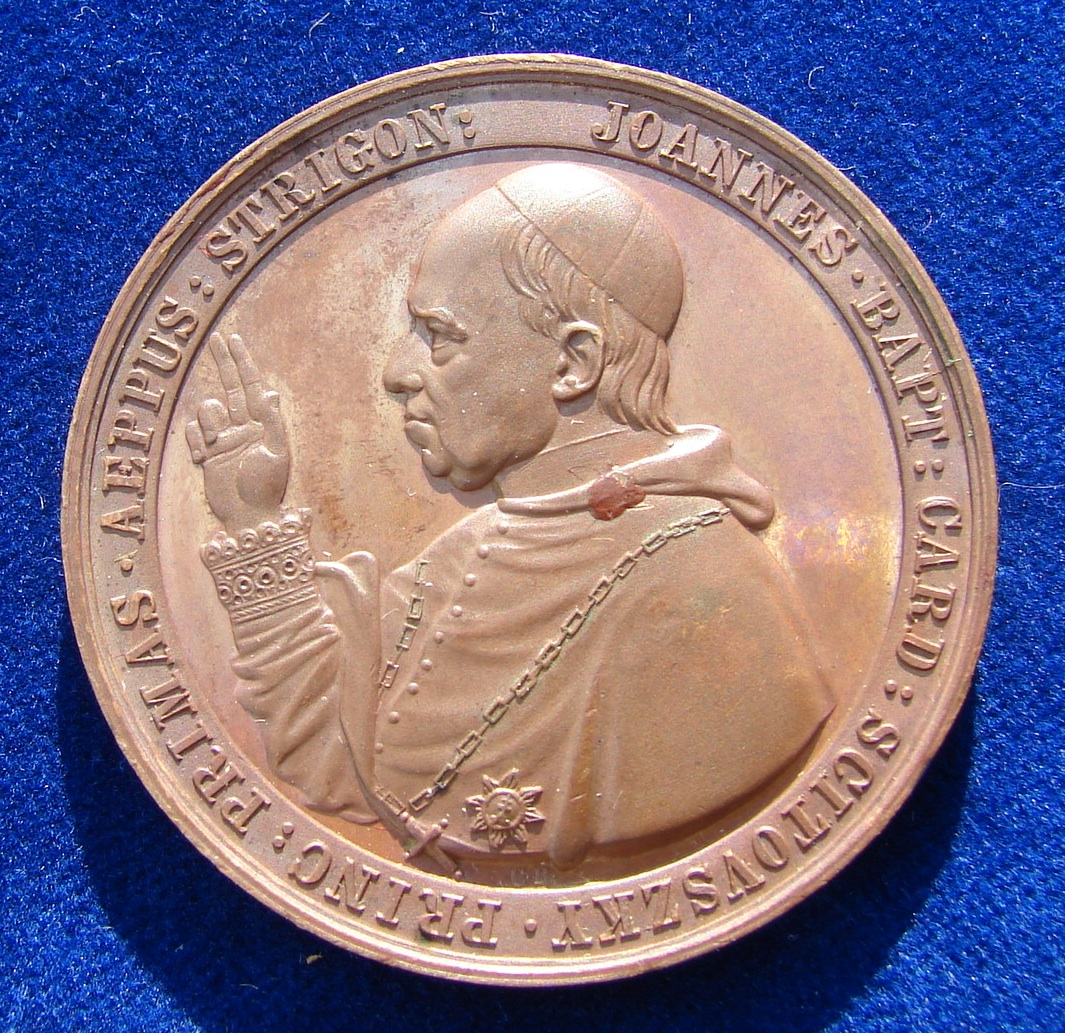
Медаль с портретом кардинала Яноша Щитовского. Подпись — «C.R.»

Карл Радницкий (нем. Karl Radnitzky, 16 ноября 1818, Вена — 10 января 1901, Вена) — австрийский медальер и резчик монетных штемпелей.
Сын придворного гравёра Йозефа Радницкого. С 1837 года — практикант, а с 1849 года — гравёр Главного монетного управления в Вене. С 1853 года — профессор Академии прикладного искусства в Вене.
Изготовил ряд штемпелей австрийских монет, в том числе, например, памятной монеты в 2 талера 1857 года по случаю окончания строительства австрийской Южной железной дороги (подписаны — «CR»).
Создал значительное число медалей: портретных, по случаю различных событий, наградных, в том числе медали с портретами: шведской певицы Йенни Линд (1847, 1850), немецкого католического мыслителя Йозефа Гёрреса (1848), австрийского нумизмата и археолога Йозефа фон Арнета (1851), немецкого натуралиста Карла Фридриха фон Марциуса, композиторов Ференца Листа (1873), Рихарда Вагнера (1876) и Франца Шуберта (1878).
Свои работы подписывал: «C.R.», «C.R.F.», «C. RADNITCKY F.».